# Judit
A Judit héber eredetű női név. Jelentése: Júdeából való nő, zsidó nő.

## Rokon nevek
- Jutka:[1] a Judit magyar becenevéből önállósult.[2]
- Jutta:[1] a Judit német becenevéből önállósult.[2]
- Ditta:[1] a Judit és az Edit közös becenevéből önállósult.
- Juci:[1] elsősorban a Judit de a Júlia önállósult beceneve is.

## Becenevek
Judi, Juci, Juditu, Jucó, Jutka, Jucus, Jucuska, Jucka, Jucika, Jucó, Jucu, Ditta

## Gyakorisága
Az 1990-es években a Judit gyakori, a Jutka és a Jutta szórványos név, a 2000-es években a Jutka és a Jutta nem szerepel a 100 leggyakoribb női név között, a Judit 2003-ban a 92. leggyakoribb név volt, azóta nincs az első százban.

## Névnapok
Judit, Jutka, Juditka:
- január 13.[2]
- május 5.[2]
- május 6.[2]
- június 29.[2]
- július 30.[2]
- december 10.[2]

Jutta:
- május 5.[2]
- július 30.[2]
- december 22.[2]

### Vallási emléknapok
A Bibliában szereplő Judit nevéhez később több hasonló nevű szent emléknapját is társították. Így az ortodox egyházakban július 30-a Caesareai Szent Julitta, a katolikus egyházban pedig december 10-e Meridai Szent Júlia emléknapja. A magyar naptárakban, kalendáriumokban szereplő két hivatalos névnap ezért július 30. és december 10. Ezenkívül még további szentek és boldogok emléknapja is szerepel nem hivatalos Judit-napként a részletesebb névnaplistákon.

## Idegen nyelvi változatai
- angolul: Judith, Judy, Jodi, Jodie, Jody, Jude
- csehül: Judita
- olaszul: Giuditta
- spanyolul: Judetta, Judeen, Judina
- franciául: Judith
- szlovákul: Judita
- lengyelul: Judyta

## Híres Juditok, Jutkák, Jutták, Ditták és Jucik
- Judit, bibliai hősnő
- Árpád-házi Judit hercegnő, Géza fejedelem leánya
- Sváb Judit, magyar királyné, III. Henrik német-római császár legkisebb leánya, Salamon magyar király felesége
- Agócs Judit színésznő
- Ágoston Judit olimpiai bajnok tőrvívó
- Czigány Judit színésznő
- Droppa Judit textiltervező
- Dukai Takách Judit írónő
- Elek Judit filmrendező
- Földesi Judit szinésznő
- Judy Garland amerikai színésznő
- Halász Judit színésznő
- Hernádi Judit színésznő
- Kocsis Judit szinésznő
- Koltai Judit színésznő, rendező, színházigazgató
- Kis Judit énekesnő
- Kopócsy Judit festőművész
- Márkus Judit színésznő
- Pálfi Judit négyszeres paralimpiai ezüstérmes vívó
- Pribéli Judit válogatott labdarúgó
- Pogány Judit színésznő
- Polgár Judit sakkozó
- Román Judit színésznő
- Sándor Judit operaénekes
- Schell Judit színésznő
- Szabó Judit színésznő
- Szűcs Judith énekesnő
- Temes Judit olimpiai bajnok úszó
- Zauditu etióp császárnő (neve a Judit amhara megfelelője)
- Jutta Kleinschmidt német autóversenyzőnő